# Гібіка
Гібіка, Гіппіх або Г'юкі (д/н — 406/407) — король бургундів.

## Життєпис
На сьогодні більшість дослідників розглядає Гібіку як історичну особу. Про нього згадується в скандинавських та германських легендах, що набули відображення в «Пісні про Нібелунгів», Старшій і Молодшій Еддах. Також про цього короля згадується в «Бургундській правді». Вважається, що він зміг об'єднати усі племена бургундів, створивши міцний союз або навіть протодержаву, що розташовувалася між річками Майн та Неккар. У давньоанглійській поемі «Відсід» разом з Аттілою і Германаріхом згаданий в числі найбільш значних правителів і героїв епохи Великого переселення народів.
Помер у 406 або 407 році, незадовго перед вторгнення бургундів до Римської імперії. Йому послідовно спадкували сини Гундомар I, Гізельгер та Гундагар. Мав також доньок — Гудні і Гуллронд.